# Toifilou Maoulida
Pour les articles homonymes, voir Maoulida.
Toifilou Maoulida, né le 8 juin 1979 à Kani-Kéli à Mayotte, est un footballeur français, qui évolue au poste d'attaquant.
Formé au Montpellier HSC, il évolue ensuite notamment au Stade rennais, à l'Olympique de Marseille, au RC Lens, au SC Bastia, au Nîmes Olympique et au Tours FC.

## Biographie

### En tant que joueur

#### Débuts professionnels
Toifilou Maoulida est né à Kani-Kéli sur l'île de Mayotte, puis grandit à Marseille, où ses parents étaient venus pour raisons professionnelles. Il commence à jouer dans un club des quartiers nord de la cité phocéenne, l'ES Malpassé, le SC Bonneveine, avant de rejoindre le FC Istres dans l'équipe des moins de 17 ans.
Une saison lui suffit pour attirer l'attention de Montpellier HSC dont il intègre le centre de formation. Milieu de terrain offensif à ses débuts, il devient attaquant sur les conseils de ses entraîneurs Fleury Di Nallo et de Mama Ouattara. Le 17 octobre 1997, il joue son premier match professionnel lors de la 12e journée de Ligue 1 contre LB Châteauroux en entrant en jeu puis marque son premier but professionnel le 7 avril 1998 en Division 1 contre l'AS Cannes et offre la victoire à son club (1-0).
Lors de la saison 1998-1999, il marque dès la première journée de championnat contre le SC Bastia. Il joue 32 matchs mais souvent en tant que remplaçant et marque deux buts. La saison suivante ressemble à la précédente mais avec des statistiques plus avantageuses, souvent remplaçant, il joue 47 matchs et marque 7 buts. Le club finit à la dernière place du championnat et descend en seconde division.
C'est en Ligue 2 lors de la saison 2000-2001, qu'il devient un titulaire du MHSC. Le 23 mars 2001, il s'offre son premier doublé de sa carrière contre le FC Gueugnon puis un second quatre jours plus tard contre l'AS Nancy-Lorraine. Il marque au total 14 buts en 38 rencontres et le club termine la saison à la troisième place, ce qui leur permet d'être promu en Ligue 1.
Dès la première journée de Ligue 1, Maoulida marque contre l'OM (1-1) et fait un très bon début de saison, en marquant trois buts lors des quatre premières journées. Le reste de la saison est plus morose pour lui, qui termine la demi-saison avec seulement cinq buts en 23 rencontres.
Mais le retour en Ligue 1 n'empêcha pas le club de connaître des soucis financiers qui l'obligèrent à céder Olivier Sorlin au Stade rennais, avant que Toifilou n'emprunte le même chemin, pour 3,8 millions d'euros : « Il fallait cela pour que le budget soit validé par la DNCG. »

#### Stade rennais et prêt au FC Metz
Arrivé en milieu de saison, Maoulida porte le maillot rennais pour la première fois le 2 février 2002 contre Troyes avant de marquer son premier but contre Bastia le 23 février suivant. Il ne s'impose pas vraiment à Rennes étant souvent remplaçant la saison suivante.
Après Jean-Louis Gasset et Michel Mézy en Languedoc, Toifilou travaille désormais avec Christian Gourcuff. À la suite du licenciement de ce dernier, a commencé la valse des entraîneurs au club breton avec Philippe Bergeroo, Vahid Halilhodžić puis en dernier lieu László Bölöni : «Je n'avais jamais connu cela précédemment même si je sais que cela fait partie du métier. Mais avec le dernier nommé, les choses ont pris une tournure imprévue et je n'entrais plus dans ses plans notamment avec l'arrivée annoncée de Tony Vairelles.» 
Ses performances en dents de scie en deçà des attentes et ses relations conflictuelles avec Bölöni l'ont poussé vers la sortie. 
Il arrive au FC Metz, privé en quelques semaines de Jonathan Jager et Hakim Saci (blessés) et d'Emmanuel Adebayor parti au pied du rocher monégasque. Après avoir joué la première journée de Ligue 1 avec Rennes, il commence sous le maillot messin lors de la cinquième journée lors d'un match à l'extérieur à Monaco. Le 4 octobre, il marque ses premiers buts contre le RC Lens et offre la victoire (2-0). Il marque un nouveau doublé deux semaines plus tard contre Strasbourg. Il inscrit même un triplé lors de Metz - Le Mans remporté 5-0 par le FC Metz. « A Metz, j'ai de suite été séduit par l'ambiance qui règne au sein d'une équipe jeune. Cela nous permet de nous voir également en dehors du métier et il nous arrive souvent de manger ensemble à midi voire de se retrouver le soir. Depuis Montpellier, je n'avais plus vécu cela. » 
De retour de prêt, il devient un titulaire indiscutable du Stade rennais lors de la saison 2004-2005 malgré la concurrence de Alexander Frei à son poste. Il joue 35 rencontres toutes compétitions confondues et marque huit buts dont deux doublés contre le RC Lens et l'OGC Nice avant de quitter le club breton.

#### AS Monaco puis Olympique de Marseille
Le 2 juin 2005, Maoulida s'engage avec l'AS Monaco sur l'insistance de Didier Deschamps. Il joue son premier match avec le club de la principauté contre l'AS Nancy-Lorraine en tant que titulaire. Le 30 novembre 2005, il marque un doublé en Coupe UEFA contre le Slavia Prague. Il ne parvient pas à s'imposer durant sa demi-saison à l'AS Monaco et part en prêt à l'Olympique de Marseille. 
Prêté avec option d'achat en janvier 2006 à l'Olympique de Marseille, il y vit la meilleure période de sa carrière, inscrivant 11 buts et effectuant 13 passes décisives en 22 matchs, toutes compétitions confondues. Il joue son premier match sous le maillot phocéen le 11 janvier 2006 contre l'Olympique lyonnais et marque son premier but olympien contre l'OGC Nice et un doublé contre l'AS Nancy-Lorraine.
Il marque le seul but marseillais contre le Paris Saint-Germain le 29 avril 2006, en finale de la Coupe de France, finale perdue par l'OM par 2-1 mais il rate son tir au but lors d'une seconde finale successive de coupe de France perdue par l'OM contre le FC Sochaux.
En avril 2006, Pape Diouf annonce à l'issue du match contre le FC Nantes que le club olympien allait lever l'option d'achat concernant Toifilou Maoulida. Il est de nouveau finaliste de la coupe de France mais l'OM s'incline pour la deuxième saison consécutive au Stade de France

#### AJ Auxerre puis RC Lens
Arrivant de Marseille à la demande de son ancien coach Jean Fernandez, il signe pour l'AJ Auxerre en juin 2007. Il joue son premier match contre Lyon lors de la première journée de Ligue 1. Ses débuts sont difficiles, il vit mal les deux penaltys ratés face aux Girondins de Bordeaux lors de la deuxième journée mais une semaine plus tard, il inscrit son premier but sous ses nouvelles couleurs contre le SM Caen. Pris en grippe par certains supporters il perdra sa place. Le 30 octobre 2007, il marque un doublé contre l'OGC Nice lors des huitièmes de finale de Coupe de la Ligue lors d'une victoire 6-2 en prolongation.
Le 2 janvier 2008, il signe au RC Lens, à la recherche d'un attaquant à la suite du départ temporaire d'Aruna Dindane pour la CAN. Il joue son premier match au stade Félix-Bollaert contre les Chamois Niortais en Coupe de France, et alors que Lens est à la peine en championnat, Maoulida marque le 1/4 de finale de Coupe de la Ligue de son empreinte, en inscrivant un lob des 40 mètres.
Il réédite sa performance contre l'Olympique lyonnais avec un but de la tête sur une passe d'Olivier Monterrubio qui délivre Bollaert dans une liesse extraordinaire. Face à Caen, le 10 février, il marque son 50e but en Ligue 1, mais aussi le plus rapide de la saison (17 secondes) et de l'histoire du RC Lens. Il disputa la finale de la Coupe de la Ligue 2008 perdue face au Paris SG 2-1. Il est auteur de la passe pour Éric Carrière. 
Le 8 août 2008, il annonce son choix de rester au club malgré la relégation, pour permettre au RC Lens de remonter en Ligue 1 dès la fin de la saison. Le 25 août 2008, il inscrit ses premiers buts en Ligue 2 avec le RC Lens, en réalisant un doublé face au Nîmes Olympique puis, le 17 février 2009, à nouveau un doublé face au Vannes OC. Malgré cette bonne année 2008-2009, il débute la nouvelle saison sur le banc de touche et il ne sera qu'un second choix aux yeux de son entraîneur, Jean-Guy Wallemme. Finalement, à cause des mauvais résultats des attaquants, notamment Eduardo et Issam Jemâa, Toifilou Maoulida refait son apparition en tant que titulaire et sauve la fin de saison du RC Lens, en devenant au passage le meilleur buteur du club, et le meilleur buteur du championnat au niveau du ratio temps de jeu/but.
En 2010-2011, il confirme sa bonne forme en marquant dès la première journée contre l'AS Nancy-Lorraine, mais depuis il ne connait plus la réussite qu'il avait en fin de saison 2009-2010. Il prolonge néanmoins au RC Lens d'une saison. Après l'annonce de la relégation du club en Ligue 2, il décide de quitter le club à la fin de la saison.

#### SC Bastia, Nîmes Olympique puis Tours FC
Libéré par le RC Lens, il signe un contrat de deux ans avec le SC Bastia en 2011. Il joue son premier le 19 août suivant et marque son premier but en matches officiels contre l'AS Monaco (1-1) le 16 septembre avant de recevoir également son premier carton rouge en fin de match. Replacé dans le couloir droit pour la majorité de la saison de Ligue 2, il marque, le 15 octobre, son deuxième but contre son ancien club, le Racing Club de Lens (match nul 2-2). Un mois après, il marque un doublé lors du 7e tour de Coupe de France. Il marque deux autres doublé lors du 8e tour de Coupe de France et contre son ancien club du FC Metz. Il inscrit au total 13 buts lors de cette saison qui voit le Sporting retrouver la Ligue 1.Le 11 août 2012, lors de la première journée de championnat de Ligue 1, Toifilou Maoulida inscrit un doublé contre le FC Sochaux permettant au SC Bastia de devenir, avec les Girondins de Bordeaux, le premier leader de la Ligue 1. Le 25 septembre suivant, il marque un doublé contre le FC Metz puis un autre contre le Valenciennes FC le 30 mars 2013. En 2013-2014, il ne joue presque pas et compte seulement 9 matchs toutes compétitions confondues en fin de saison dont trois en tant que titulaire et ne marque aucun but.
Il s'engage le 7 juillet 2014 avec le Nîmes Olympique pour une durée de deux ans. Il devient le capitaine du club et marque son premier but sous le maillot nîmois lors de la première journée de championnat face au Angers SCO.  Lors de la 27e journée de Ligue 2 contre l'AC Ajaccio, il joue sa 500e rencontre de championnat (373 en L1, 127 en L2). En mars 2015, il exprime son « dégoût » à l'annonce de la relégation d'une division du club à la fin de la saison à la suite de l'affaire des matchs truqués. Après avoir été un élément clé du maintien du club en Ligue 2 lors de la saison 2015-2016, il annonce sur les réseaux sociaux qu'il n'a pas trouvé d'accord avec le Nîmes Olympique pour un nouveau contrat, arrivé en fin de contrat, il quitte donc le club après y avoir passé deux saisons.
Le 5 octobre 2016, il s'engage avec le Tours FC.
Le 8 juin 2018, Toifilou Maoulida met officiellement un terme à sa carrière professionnelle. Il aura joué 652 matches pour 10 clubs différents, 163 buts, et 99 bandelettes brandies, le tout en France.
En 2022, le magazine So Foot le classe dans le top 1000 des meilleurs joueurs du championnat de France, à la 720e place.

### En tant qu'entraîneur
Après sa carrière de joueur, c'est Bernard Blaquart qui lui donne l'envie d'être entraîneur. Ce dernier sera son tuteur lorsqu'il passe ses diplômes.

#### Centre de formation de l'Olympique de Marseille
Le 1er juillet 2021, il devient entraîneur adjoint de l'équipe des moins de 19 ans de l'Olympique de Marseille.
En mai 2022, il est diplômé du certificat d'entraîneur attaquant et défenseur (CEAD), diplôme nouvellement créé et délivré par la FFF.

## Célébrations
Lors du match de championnat de Marseille contre Nice, Maoulida inaugura une habitude unique dans le milieu du football, qu'il répète désormais de temps à autre : après avoir marqué un but, il sort de sa chaussette un strap, une bandelette de tissu sur laquelle il a inscrit un petit message qu'il dévoile au public.

## Statistiques
| Saison                | Club                          | Championnat           | Championnat | Championnat | Coupe(s) nationale(s) | Coupe(s) nationale(s) | Compétition(s) continentale(s) | Compétition(s) continentale(s) | Compétition(s) continentale(s) | Total | Total |
| Saison                | Club                          | Division              | M.          | B.          | M.                    | B.                    | Comp.                          | M.                             | B.                             | M.    | B.    |
| 1997-1998             | Montpellier HSC               | Division 1            | 5           | 1           | 1                     | 0                     | -                              | -                              | -                              | 6     | 1     |
| 1998-1999             | Montpellier HSC               | Division 1            | 28          | 2           | 4                     | 1                     | -                              | -                              | -                              | 32    | 3     |
| 1999-2000             | Montpellier HSC               | Division 1            | 29          | 5           | 3                     | 0                     | CI+C3                          | 6+3                            | 2+0                            | 41    | 7     |
| 2000-2001             | Montpellier HSC               | Division 2            | 36          | 13          | 2                     | 1                     | -                              | -                              | -                              | 38    | 14    |
| 2001-2002             | Montpellier HSC               | Division 1            | 20          | 5           | 3                     | 0                     | -                              | -                              | -                              | 23    | 5     |
| Sous-total            | Sous-total                    | Sous-total            | 118         | 26          | 13                    | 2                     | -                              | 9                              | 2                              | 140   | 30    |
| 2002                  | Stade rennais FC              | Division 1            | 9           | 2           | 1                     | 0                     | -                              | -                              | -                              | 10    | 2     |
| 2002-2003             | Stade rennais FC              | Ligue 1               | 27          | 3           | 6                     | 5                     | -                              | -                              | -                              | 33    | 8     |
| 2003                  | Stade rennais FC              | Ligue 1               | 1           | 0           | 0                     | 0                     | -                              | -                              | -                              | 1     | 0     |
| Sous-total            | Sous-total                    | Sous-total            | 37          | 5           | 7                     | 5                     | -                              | -                              | -                              | 44    | 10    |
| 2003-2004             | FC Metz (prêt)                | Ligue 1               | 33          | 12          | 3                     | 1                     | -                              | -                              | -                              | 36    | 13    |
| Sous-total            | Sous-total                    | Sous-total            | 33          | 12          | 3                     | 1                     | -                              | -                              | -                              | 36    | 13    |
| 2004-2005             | Stade rennais FC              | Ligue 1               | 31          | 7           | 4                     | 1                     | -                              | -                              | -                              | 35    | 8     |
| Sous-total            | Sous-total                    | Sous-total            | 31          | 7           | 4                     | 1                     | -                              | -                              | -                              | 35    | 8     |
| 2005-2006             | AS Monaco                     | Ligue 1               | 16          | 0           | 1                     | 0                     | C1+C3                          | 2+4                            | 1+2                            | 23    | 3     |
| Sous-total            | Sous-total                    | Sous-total            | 16          | 0           | 1                     | 0                     | -                              | 6                              | 3                              | 23    | 3     |
| 2006                  | Olympique de Marseille (prêt) | Ligue 1               | 16          | 6           | 6                     | 5                     | -                              | -                              | -                              | 22    | 11    |
| 2006-2007             | Olympique de Marseille        | Ligue 1               | 34          | 4           | 7                     | 5                     | CI+C3                          | 2+4                            | 0+1                            | 47    | 10    |
| Sous-total            | Sous-total                    | Sous-total            | 50          | 10          | 13                    | 10                    | -                              | 6                              | 1                              | 69    | 21    |
| 2007                  | AJ Auxerre                    | Ligue 1               | 15          | 1           | 2                     | 2                     | -                              | -                              | -                              | 17    | 3     |
| Sous-total            | Sous-total                    | Sous-total            | 15          | 1           | 2                     | 2                     | -                              | -                              | -                              | 17    | 3     |
| 2008                  | RC Lens                       | Ligue 1               | 16          | 5           | 4                     | 1                     | -                              | -                              | -                              | 20    | 6     |
| 2008-2009             | RC Lens                       | Ligue 2               | 34          | 13          | 3                     | 1                     | -                              | -                              | -                              | 37    | 14    |
| 2009-2010             | RC Lens                       | Ligue 1               | 24          | 10          | 6                     | 2                     | -                              | -                              | -                              | 30    | 12    |
| 2010-2011             | RC Lens                       | Ligue 1               | 32          | 2           | 1                     | 0                     | -                              | -                              | -                              | 33    | 2     |
| Sous-total            | Sous-total                    | Sous-total            | 106         | 30          | 14                    | 4                     | -                              | -                              | -                              | 120   | 34    |
| 2011-2012             | Sporting Club de Bastia       | Ligue 2               | 31          | 13          | 4                     | 4                     | -                              | -                              | -                              | 35    | 17    |
| 2012-2013             | Sporting Club de Bastia       | Ligue 1               | 31          | 6           | 4                     | 2                     | -                              | -                              | -                              | 35    | 8     |
| 2013-2014             | Sporting Club de Bastia       | Ligue 1               | 6           | 0           | 3                     | 0                     | -                              | -                              | -                              | 9     | 0     |
| Sous-total            | Sous-total                    | Sous-total            | 68          | 19          | 11                    | 6                     | -                              | -                              | -                              | 79    | 25    |
| 2014-2015             | Nîmes Olympique               | Ligue 2               | 36          | 11          | 3                     | 1                     | -                              | -                              | -                              | 39    | 12    |
| 2015-2016             | Nîmes Olympique               | Ligue 2               | 34          | 4           | 2                     | 0                     | -                              | -                              | -                              | 36    | 4     |
| Sous-total            | Sous-total                    | Sous-total            | 70          | 15          | 5                     | 1                     | -                              | -                              | -                              | 75    | 16    |
| 2016-2017             | Tours Football Club           | Ligue 2               | 13          | 0           | 1                     | 0                     | -                              | -                              | -                              | 14    | 0     |
| Sous-total            | Sous-total                    | Sous-total            | 13          | 0           | 1                     | 0                     | -                              | -                              | -                              | 14    | 0     |
| Total sur la carrière | Total sur la carrière         | Total sur la carrière | 557         | 125         | 74                    | 32                    | -                              | 21                             | 6                              | 652   | 163   |

## Palmarès

### En club
- Champion de France de Ligue 2 en 2009 avec le RC Lens et en 2012 avec le SC Bastia
- Vainqueur de la Coupe Intertoto en 1999 avec le Montpellier HSC
- Vice-champion de France en 2007 avec l'Olympique de Marseille
- Finaliste de la Coupe de France en 2006 et en 2007 avec l'Olympique de Marseille
- Finaliste de la Coupe de la Ligue en 2008 avec le RC Lens

### Distinctions individuelles
- Meilleur buteur de la Coupe de France en 2006 (5 buts)
- Élu meilleur joueur de Ligue 2 du mois en février 2009